# Bardell Rock
Der Bardell Rock ist ein mariner Felsen vor der Westküste der Antarktischen Halbinsel. In der zum Archipel der Biscoe-Inseln gehörenden Gruppe der Pitt-Inseln liegt er 1,5 km südlich der Dickens Rocks.
Das UK Antarctic Place-Names Committee benannte ihn 1971 nach Mrs. Bardell, einer Figur aus dem Fortsetzungsroman Die Pickwickier (1836–1837) des britischen Schriftstellers Charles Dickens.